# 金灿然
金灿然（1913年3月11日—1972年12月12日），原名金心声，男，山东鱼台人，中国学者、编辑家、出版家，曾任中国史学会理事。
1954年，中国史学会公布第一届理事会名单，郭沫若担任主席，吴玉章、范文澜担任副主席，他担任理事。